# 犬野忠輔
犬野 忠輔（いぬの ちゅうすけ）は、日本の男性声優。主にアダルトゲームに声をあてている。

## 出演作品

### ゲーム
- 花陰 -堕ちた蜜華-（獅子尾豪[2]）
- 紅色天井艶妖綺譚（雷王[1]）
  - 紅色天井艶妖綺譚 藍丸捕物帳（雷王[3]）
- いつか、届く、あの空に。（午卯茂一）
- 鬼畜眼鏡（本多憲二[4]）
  - 鬼畜眼鏡R（本多憲二）
- キミの声がきこえる（酒井健太[5]）
- 君の中のパラディアーム（ブランセル）
- コイビト遊戯（KOKI[6]）
- 桃華月憚（橘左近）
- メサイア 〜パラノイア・パラドックス〜（松永陽輔）
- マスカレード 〜地獄学園SO/DO/MU〜（謎の逃走犯[7]）
- Lamento -BEYOND THE VOID-（ラゼル）

### ドラマCD
- 鬼畜眼鏡-眼鏡装着盤-（本多憲二[8]）
  - 鬼畜眼鏡-眼鏡非装着盤-（本多憲二[9]）
- 君の中のパラディアーム ドラマCD 火の章（ブランセル）
  - 君の中のパラディアーム ドラマCD 水の章（ブランセル）
- Lamento -BEYOND THE VOID-（ラゼル）
  - Lamento -BEYOND THE VOID- Drama CD ラブラブラメント学園
  - Drama CD Lamento -BEYOND THE VOID- Rhapsody to the past
- コイビト遊戯 ドラマCD Vol.1 滝沢漣×藍川裕太編 南国ロマンス（KOKI[10]）
- MESSIAH ANOTHER MENU taste sweet（松永陽輔[11]）